# Zobori oklevél

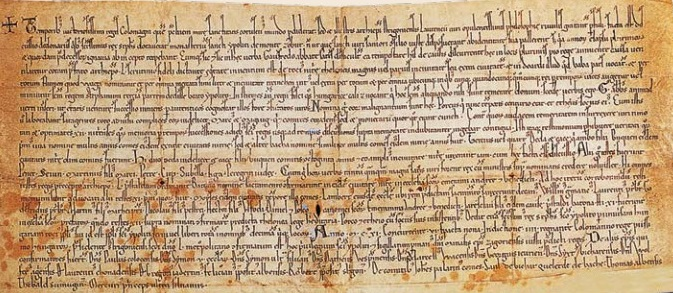
Az első Zobori oklevél, 1111

Zobori oklevél néven két olyan a Zoborhegyi apátságnak kiállított pergamenre írt oklevelet ismerünk, melyek a Szlovákia területéről származó legrégebbi írott források. Az elsőt 1111-ben a másodikat 1113-ban állították ki. Utóbbi az apátság birtokösszeírását tartalmazza és közel 200 település említése található meg benne, többeknek ez az első ismert és fennmaradt írásos említése. Mindkét irat a Nyitrai Püspökség Levéltárában található.